# Bedelliidae
Bedellia là một họ nhỏ bao gồm các loài bướm đêm cánh hẹp, nhỏ; hầu hết các tác giả nhận thấy rằng đây là họ đơn chi, Bedellia, trước đây nằm trong họ Lyonetiidae. Tuy nhiên, một số tác giả vẫn xếp nó là phân họ trong họ Lyonetiidae với tên gọi là Bedelliinae.

## Các loài
| Tên khoa học                          | Tên thường gọi          | Đồng nghĩa        | Thức ăn của ấu trùng                                                                                  |
| ------------------------------------- | ----------------------- | ----------------- | --- |
| Bedellia boehmeriella                 |                         |                   | Boehmeria grandis                                                                                     |
| Bedellia cathareuta Meyrick, 1911     |                         |                   | |
| Bedellia ehikella (Szöcs, 1967)       |                         |                   | |
| Bedellia enthrypta                    |                         |                   | Porana paniculata                                                                                     |
| Bedellia luridella Müller-Rutz, 1922  |                         |                   | |
| Bedellia minor                        |                         |                   | Ipomoea                                                                                               |
| Bedellia oplismeniella                |                         |                   | Oplismenus compositus, Panicum torridum                                                               |
| Bedellia orchilella                   |                         |                   | Ipomoea batatas, Solanum melongena                                                                    |
| Bedellia psamminella                  |                         |                   | |
| Bedellia silvicolella Klimesch, 1968  |                         |                   | |
| Bedellia somnulentella (Zeller, 1847) | Sweet Potato Leaf Miner | Bedellia ipomoeae | Betula papyrifera, Calystegia sepium, Convolvulus, Ipomoea, Salix, Sisymbrium irio, Solanum melongena |
| Bedellia spectrodes Meyrick, 1931     |                         |                   | |
| Bedellia struthionella                |                         |                   | Panicum torridum                                                                                      |
| Bedellia terenodes                    |                         |                   | Ipomoea                                                                                               |
| Bedellia yasumatsui Kuroko, 1972      |                         |                   | |